# Daïra de Babar
La daïra de Babar est une daïra d'Algérie située dans la wilaya de Khenchela et dont le chef-lieu est la ville éponyme de Babar.

## Commune de la daïra
La daïra est composée d'une seul commune: Babar.